# Agatasee
Der Agatasee oder Untere Agatasee (russisch Озеро Агата (Нижнее)) ist ein See im zentralen Norden der russischen Region Krasnojarsk.

## Lage
Der Agatasee liegt in den südlichen Ausläufern des Putorana-Gebirges, das Teil des Mittelsibirischen Berglands ist. Der etwa 209 m hoch gelegene langgestreckte See hat eine Länge von 53,5 km sowie eine maximale Breite von etwa 3,3 km. Die Wasserfläche beträgt etwa 140 km². Der See liegt in einer Tundralandschaft auf Höhe des Polarkreises. Der Oron entwässert den See zum weiter westlich gelegenen Sewernojesee.

## Einzugsgebiet und Zuflüsse
Das Einzugsgebiet des Agatasees umfasst etwa 5800 km². In das nördliche Seeende mündet der Tymerokan. Der Irbukon mündet in eine Bucht im Nordosten des Sees. Die Njakschingda, Abfluss des Njakschingda-Sees, mündet in das südöstliche Seeufer. Unweit vom südlichen Seeende liegt der Obere Agatasee, dessen Wasser über einen kurzen Abfluss dem Agatasee zufließt.

## Seefauna
Im Agatasee kommen Muksun (Coregonus muksun), Quappe, Hecht, Saiblinge, Äschen und Kleine Bodenrenke (Coregonus pidschian) vor.